# Gattungszeichen deutscher Eisenbahnwagen
Die Gattungszeichen dienten den deutschen Eisenbahngesellschaften zur Identifizierung der Eigenschaften ihrer Güter- und Reisezugwagen. Diese Buchstaben kennzeichnen die wichtigsten technischen Merkmale jedes Wagens.
Bei beiden deutschen Bahnverwaltungen wurde dieses System bis spätestens 1. Januar 1968 durch die UIC-Kennzeichnung für Reisezugwagen und die UIC-Kennzeichnung für Güterwagen abgelöst.

## Definition
Die Bezeichnung setzt sich meist aus zwei Teilen zusammen:
- Das vorn stehende Hauptgattungszeichen besteht aus mindestens einem Großbuchstaben (selten auch mit Kleinbuchstaben im Sinne einer Abkürzung), bezeichnet die Gattung des Wagens und ermöglicht damit die grobe Zuordnung zu einer bestimmten Wagenart.
- Darauf folgen meist ein oder mehrere Nebengattungszeichen, welche stets Kleinbuchstaben sind, die genaue Eigenschaften der Wagen kodieren.

Die gesamte Zeichenfolge aus Haupt- und Nebengattungszeichen heißt Gattungszeichen. Die Deutsche Bundesbahn änderte 1952 die Nomenklatur: Die früheren Hauptgattungszeichen nannte man fortan Gruppenzeichen, die Nebengattungszeichen nur Nebenzeichen.
Bei beiden deutschen Bahnverwaltungen, der DB und der DR wurde dieses System bis spätestens 1. Januar 1968 durch die UIC-Kennzeichnung für Reisezugwagen und die UIC-Kennzeichnung für Güterwagen abgelöst. Vielfach waren einige Jahre lang beide Bezeichnungen parallel angeschrieben. Zur Unterscheidung wurde an den Güterwagen der DR der internationalen Bezeichnung ein Punkt vorangestellt.
Heute findet man die deutschen Gattungszeichen noch regelmäßig an Schmalspurbahn-Güterwagen, da diese meist keine UIC-Kennzeichnung bekamen, sowie an vielen historischen Fahrzeugen.

## Entwicklung
Gattungszeichen wurden für Güterwagen etwa 1890 und für Reisezugwagen circa 1902 von den Preußischen Staatseisenbahnen eingeführt und später auch von anderen den anderen Länderbahnen verwendet. Wiederum hatten viele Länder- und Privatbahnen ihre eigenen Bezeichnungssysteme.
Nach der Gründung der Deutschen Reichsbahn wurde das vormals preußische System 1921 in ganz Deutschland verbindlich. Im Lauf der Jahre erfolgten immer wieder Anpassungen und Veränderungen, die sich im Detail zeitlich nicht immer genau bestimmen lassen. Dies führt zu teils widersprüchlichen Angaben über die Gültigkeitszeiträume der Gattungszeichen in der Literatur. In den nachfolgenden Tabellen wird in diesen Fällen immer das früheste belegte Jahr für die Einführung und das späteste bekannte Jahr für das Ende der Gültigkeit angegeben.
Bedeutung der verwendeten Abkürzungen:
- (DWV) = Deutscher Staatsbahnwagenverband von 1909 bis 1921
- (DR) = Deutsche Reichsbahn von 1921 bis 1945
- (DR) = Deutsche Reichsbahn von 1949 bis 1993
- (DB) = Deutsche Bundesbahn von 1949 bis 1993

## Hauptgattungszeichen für Reisezugwagen
|        | Gültigkeit                         | Bedeutung |
| ------ | ---------------------------------- | --- |
| AD     |                                    | Personenwagen 1. Klasse mit Gepäckraum (Spezialanfertigung für den Rheingold)                                                          |
| DA     |                                    | Sitzwagen der 1. Klasse als Doppelstockwagen                                                                                           |
| AB     |                                    | Sitzwagen der 1. Klasse und 2. Klasse                                                                                                  |
| A      |                                    | Personenwagen 1. Klasse |
| B      |                                    | Personenwagen 2. Klasse |
| DB     |                                    | Sitzwagen der 2. Klasse als Doppelstockwagen                                                                                           |
| BB     | 1928 bis 1938                      | ehemalige BC (C-Abteile nachträglich mit Polstern für die 2. Klasse ausgestattet)                                                      |
| BD     | seit 1966                          | Halbgepäckwagen mit Sitzplätzen der zweiten Klasse                                                                                     |
| C      | bis 1956                           | Personenwagen 3. Klasse |
| CC     | 1928 bis 1956                      | ehemalige CD (D-Abteile nachträglich mit Bänken für die 3. Klasse ausgestattet)                                                        |
| D      | bis 1928                           | Personenwagen 4. Klasse |
| D      | ab 1962                            | Gepäckwagen |
| Dienst | DR; DB bis 1956                    | Dienstwagen |
| D…     | ab 1952 (DB und DR)                | Doppelstockwagen, Doppelstockzug (den übrigen Hauptzeichen vorangestellt)                                                              |
| DG…    | ab 1957 (DR)                       | Doppelstock-Gliederzug (den übrigen Hauptzeichen vorangestellt)                                                                        |
| DGR    | ab 1958 (DR)                       | Bufettwagen für den Doppelstock-Gliederzug                                                                                             |
| DPost  | 1962 bis 1992 (DB)                 | vereinigter Gepäck- und Postwagen |
| K…     | ab 1922                            | Schmalspurreisezugwagen (nur in Kombination mit A, B, C, D, Pw, Post)                                                                  |
| …K     | ab 1954 (DR)                       | Reisezugwagen mit Küche (nicht in Kombination mit WL, WR)                                                                              |
| …L     | 1933 bis 1956                      | Lokalbahnwagen (nur in Kombination mit B, C, Pw, Post)                                                                                 |
| …L     | ab 1957 (DB)                       | Liegewagen |
| L…     | ab 1957 (DB)                       | Lokalbahnwagen (nur in Kombination mit B, C, Pw, Post)                                                                                 |
| …L(Z)  | 1954–1970 (DR)                     | Wagen mit Lautsprechern für Zugfunk |
| M…     | ab 1943 (DR bis 1954, DB bis 2000) | Behelfsreisezugwagen der Kriegsbauart (nur in Kombination mit B, C, Pw)                                                                |
| M      | 1954–1970 (DR)                     | Personenwagen der Güterwagenbauart, abgeschafft mit Umstellung auf EDV-Nummern                                                         |
| MD     | DR seit 1970                       | einstöckiger Reisezuggepäckwagen für den Autotransport                                                                                 |
| MDD    | DR seit 1970                       | doppelstöckiger Reisezuggepäckwagen für den Autotransport                                                                              |
| P      | bis 1927                           | Packwagen (für Personenwagen mit Gepäckraum nicht zu verwenden, stattdessen das Nebengattungszeichen p, s. u.)                         |
| P      | ab 1928                            | Privatwagen |
| Post   | bis 2000                           | Postwagen (bis 1927 für Personen- und Gepäckwagen mit Postabteil nicht zu verwenden, stattdessen das Nebengattungszeichen post, s. u.) |
| Pw     | 1928 bis 1962                      | Gepäckwagen (Packwagen) |
| PwPost | bis 1962 (DB)                      | vereinigter Gepäck- und Postwagen |
| Pwg    | bis 1992 (DB)                      | Güterzuggepäckwagen |
| …R     | ab 1956 (DB)                       | Wagen mit Speiseabteil (nicht in Kombination mit WR)                                                                                   |
| S      | ab 1972 (DB)                       | Salonwagen |
| S…     | ab 1928 (DR bis 1945)              | Sonderreisezugwagen für FD-Züge (nur in Kombination mit A, B, C, Post, Pw, WR)                                                         |
| …S     | ab 1954 (DR)                       | Sonderwagen |
| Sdr    | ab 1945 (DR)                       | Sonderreisezugwagen |
| Salon  | DR; DB bis 1972                    | Salonwagen |
| Schlaf | bis 1927                           | Schlafwagen |
| Speise | bis 1927                           | Speisewagen (für Personenwagen mit Speiseraum nicht zu verwenden, stattdessen das Nebengattungszeichen speise, s. u.)                  |
| WG     | ab ??? (DB)                        | Gesellschaftswagen |
| WGS    | ab 1972 bis 2000 (DB)              | Gesellschaftswagen mit Sondereinrichtungen                                                                                             |
| WL…    | ab 1928                            | Schlafwagen – "wagon-lit" (den übrigen Hauptzeichen vorgestellt)                                                                       |
| WR     | ab 1928                            | Speisewagen – "wagon-restaurant" |
| Wf     | ab 1952 (DB)                       | Kinowagen |
| Z      | ab 1928                            | Zellenwagen |

- Kennzeichnung von Reisezug-Drehgestellwagen bis 1927:
Bis mindestens 1902 erfolgte keine Unterscheidung.[3] Später wurde der letzte Buchstabe der Hauptgattung verdoppelt (z. B. BC → BCC), ausgenommen hiervon waren die Gattungen Post, Salon, Schlaf und Speise.
- Kennzeichnung der Achszahl von Reisezugwagen ab 1928:
Bei Wagen mit mehr als zwei Radsätzen erfolgte die Angabe der Achszahl als dem Hauptgattungszeichen nachgestellte Ziffer. Ein vierachsiger BC-Wagen hieß fortan nicht mehr BCC sondern BC4. Damit war es auch möglich, drei- und mehrachsige Reisezugwagen kenntlich zu machen. Mit der Einführung der EDV-Nummern zwischen 1966 und 1970 wurden Drehgestellreisezugwagen als Normalfall angesehen, seitdem kennzeichnete die DR zwei- und dreiachsige Reisezugwagen mit den Nebenzeichen aa und a.

## Hauptgattungszeichen für Güterwagen
|     | Gültigkeitszeitraum (wenn eingeschränkt) | Bedeutung des Hauptgattungszeichens                                                             |
| --- | ---------------------------------------- | ----------------------------------------------------------------------------------------------- |
| BT  | ab 1949                                  | Groß-Behälter-Tragwagen                                                                         |
| G   |                                          | Gedeckter Güterwagen                                                                            |
| H   | ab 1924                                  | Drehschemelwagen (Langholzwagen)                                                                |
| HH  | bis 1923                                 | Langholzwagenpaar                                                                               |
| K   |                                          | Klappdeckelwagen                                                                                |
| M   | ab etwa 1957 (DR)                        | Gedeckter Güterwagen mit Sondereinrichtungen für Mannschaftstransporte                          |
| N   | 1911 bis 1921                            | Gedeckter Güterwagen oder Fakultativwagen mit Luftbremse oder -leitung für schnellfahrende Züge |
| O   |                                          | Offener Güterwagen                                                                              |
| Pwg | ab 1933                                  | Gepäckwagen für Güterzüge                                                                       |
| R   | ab 1914                                  | Rungenwagen                                                                                     |
| S   |                                          | Flachwagen (Schienenwagen)                                                                      |
| T   | ab 1943                                  | Kühlwagen (Thermoswagen)                                                                        |
| V   |                                          | Verschlagwagen für Kleinvieh                                                                    |
| VO  | bis 1921                                 | Offener Viehwagen (für Großvieh)                                                                |
| X   |                                          | Offener Arbeitswagen                                                                            |
| Z   | ab 1951 (DR)                             | Kesselwagen (Zisternenwagen)                                                                    |
| ZM  | 1945 bis 1950                            | Kesselwagen zur Beförderung von Mineralöl                                                       |

- Kennzeichnung von Drehgestellgüterwagen:
Hier wurde in der Regel das Hauptgattungszeichens verdoppelt (z. B. S → SS). Lediglich bei Dgw und ZM wurde auf die Unterscheidung verzichtet, während von BT, H, Pwg, V und VO gar keine Drehgestellwagen existierten. Das Hauptgattungszeichen RR wurde nur von der DR für die RRym-Wagen verwendet; alle anderen Drehgestellflachwagen gehörten zur Hauptgattung SS.

## Nebengattungszeichen für Reisezugwagen
Die Nebenzeichen für Reisezugwagen sind nicht international genormt, jedoch bestehen seit der Einführung der zwölfstelligen EDV-Wagennummern trotzdem Vereinheitlichungsbestrebungen.
|        | Gültigkeitszeitraum                        | Bedeutung |
| ------ | ------------------------------------------ | --- |
| a      | ab 1970 (DR)                               | Wagen mit drei Radsätzen |
| a      | ab 2001                                    | technikbasiertes Abfertigungsverfahren |
| aa     | ab 1970 (DR)                               | Wagen mit zwei Radsätzen |
| b      | bis 1953 (DB)                              | mit Unterbringung von Skiern |
| b      | ab 1953 (DB)                               | mit zusätzlicher Bremsleitung und elektrischer Steuerleitung (entfällt bei Triebwagenbauarten und bei f) |
| b      | DR ab 1970                                 | Behelfsreisezugwagen der Baujahre 1943–1945 in Güterwagenbauart |
| b      | ab 1992                                    | behindertengerechte Ausstattung |
| bu     | bis 1992                                   | Buffetwagen bzw. Speisewagen mit Buffetabteil |
| c      | 1954 (DR)                                  | Behelfsreisezugwagen der Güterwagenbauart (nur als Mci, vorher MCi) |
| c      | DB ab 1957, DR ab 1958                     | Personenwagen der Liegewagenbauart (couchette) |
| d      | 1928 bis 1937                              | ehemalige D, danach unverändert in höherer Wagenklasse im Einsatz |
| d      | ab 1992                                    | Mehrzweckraum oder Fahrradstellplätze |
| e      | bis 1927                                   | Personenwagen mit zwei Etagen |
| e      | ab 1954 (DR) ab 1957 (DB) 1986 abgeschafft | mit elektrischer Zugheizung (DB: entfällt bei m) |
| (e)    | ab 1957 (DB)                               | mit elektrischer Heizleitung |
| ee     | DR 1970–1992                               | Reisezugwagen mit zentraler Energieversorgung aus der Zugsammelschiene |
| f      | DB ab 1957, DR ab 1992                     | Steuerwagen mit Führerstand für Wendezüge, zusätzlicher Bremsleitung und elektrischer Steuerleitung |
| f      | DR                                         | Wendezugbefehlswagen (Behelfssteuerwagen für indirekte Steuerung) |
| g      | bis 1927                                   | Gepäckwagen nur geeignet für Güterzüge (nur in Kombination mit P) |
| g      | 1928 bis 1952                              | ehemaliger gedeckter Güterwagen zur Personenbeförderung (nur als Dgi bzw. Cgi) |
| g      | ab 1952 (DB)                               | Gummiwülste anstelle der Faltenbälge (nur in Kombination mit ü oder y) |
| g      | ab 1962 (DR)                               | mit Gummiwulstübergängen, bei Schnellzugwagen zusätzlich mit Seitengang; wird bei Wagen, die das Nebenzeichen m tragen, nicht verwendet. |
| h      | ab 1962 (DB)                               | elektrische Heizung, Energieversorgung über Achsgenerator |
| h      | ab 1970 (DR)                               | vier- und mehrachsige Reisezugwagen mit Mittelgang und Wagenübergängen (entfällt bei a und aa) |
| i      |                                            | Durchgangswagen mit offenen Wagenübergängen |
| i      | ab 1998                                    | Interregiowagen |
| k      | 1928 bis 1953 (DR) 1928 bis 1992 (DB)      | mit Küche (entfällt bei WL, WR) |
| k      | ab 1992                                    | Wirtschafts- oder Küchenabteil (bei A, AB, B) |
| k      | ab 1992                                    | Selbstbedienung oder mit Buffet-Abteil statt Speiseraum (bei AR, BR, WR) |
| kr     | ab 1928                                    | mit Krankenabteil bzw. mit zu einem Krankenabteil umrüstbaren Abteilen |
| l      | ab 1957 (DB)                               | leichte, vierachsige Eil- oder Personenzugwagen der Einheitsbauart mit weniger als 30 t Eigenmasse |
| l      | ab 1976 (DB)                               | Länge über 24 m (bei yl) |
| m      | bis 1952 (DB)                              | Sitzwagen mit Mitteleinstieg |
| m      | bis 1952 (DB)                              | bei Pw aus 2 MCi-Wagen hergerichtet |
| m      | ab 1952 (DB) ab 1962 (DR)                  | Länge über 24 m |
| m      | ab 1976 (DB)                               | Länge über 24 m für Fernverkehr (ü entfällt) |
| m      | ab 1992 (DB und DR)                        | Länge über 24,5 m; DB dazu: zehn geschlossene Abteile erster Klasse (A), fünf geschlossene Abteile erster und sechs geschlossene Abteile zweiter Klasse (AB), zwölf geschlossene Abteile zweiter Klasse (B), sechs geschlossene Abteile zweiter Klasse (BD) |
| mm     | ab 2014                                    | modernisierte Wagen aus dem IC mod-Programm |
| mm     | ab 2020                                    | für Flixtrain umgebaute ehemalige Interregio-Wagen |
| n      | ab 1962                                    | Länge über 24,5 m, zwei Mitteleinstiege, Großraum mit Mittelgang in der zweiten Klasse, Mittel- oder Seitengang in der ersten Klasse, geeignet für Wendezugbetrieb (36polige Steuerleitung), „n-Wagen“                                                      |
| o      | 1954 bis 1970 (DR)                         | mit Ofenheizung |
| o      | DR 1970–1992                               | Reisezugwagen zweiter Klasse ohne Polstersitze |
| o      | DR ab 1992                                 | weniger Abteile (im Vergleich mit DB-Wagen) und ohne Klimaanlage |
| p      | bis 1927                                   | Personenwagen mit Gepäckraum |
| p      | ab 1962 (DB)                               | Großraumwagen (Pullmanwagen) |
| post   | bis 1927                                   | Personen- oder Gepäckwagen mit Postabteil |
| q      | DR ab 1970                                 | Steuerwagen für direkte Wendezugsteuerung (mit der zweiten Modernisierungsstufe der Doppelstockeinzelwagen durch f und u ersetzt) |
| r      | ab 1967 (DR)                               | Reisezugwagen mit Buffet- oder Speiseraum |
| r      | DB                                         | Hochleistungsbremse der Bauart KE-GPR, nur in Verwendung mit „n“ oder „Post“ |
| s      | ab 1957 (DB und DR)                        | DB: geschlossener Seitengang in erster Klasse oder Gepäckwagen (nur in Kombination mit i oder y); DR: Gepäckwagen oder Gepäckraum mit Seitengang |
| s      | ab 1957 (DB und DR)                        | Schlafwagen mit Einzelabteilen (nur in Kombination mit WL, Single) |
| s      | ab 1992                                    | Serviceabteil (bei Abteilwagen) |
| speise | bis 1927                                   | Reisezugwagen mit Speiseraum |
| tr     | ab 1928                                    | für Traglasten geeignet bzw. mit Traglastenabteil |
| u      | 1933 bis 1937                              | umgerüstete ehemalige C, jetzt mit Polstern ausgestattet als B im Einsatz und ehemalige D, jetzt mit Bänken ausgestattet als C im Einsatz |
| u      | DR ab 1970                                 | Wagen mit Wendezugsteuerleitung (seit 1992 mit 34poliger Steuerleitung) |
| uu     | ab 1991                                    | Mit 36-poliger Wendezugsteuerleitung ausgerüsteter Wagen (n schließt dieses Merkmal ein) |
| ü      | DB                                         | Drehgestellwagen mit Durchgang und geschlossenen Übergängen (für Schnellzugwagen) (entfällt bei m ab 1976) |
| üp     | ab 1939 (DB nur bis 1953)                  | Drehgestellwagen mit Durchgang und geschlossenen Übergängen (für Personen- und Eilzugwagen) |
| v      | 1939 bis ???                               | Personenwagen mit behelfsmäßigen Holzbänken |
| v      | ab 1962 (DB)                               | vergrößerte Abteile (geringere Anzahl) |
| v      | DR ab 1970                                 | vierteilige Doppelstockeinheit |
| w      | 1957 bis 1961 (DB)                         | Polstersitze auch in (neuer) zweiter Klasse (entfällt bei Schienenbussen, m und yg) |
| w      | DR ab 1970                                 | leichte vierachsige Reisezugwagen bis 32 t Eigenmasse |
| w      | ab 2012 (DB)                               | deutlich verringerte Abteilzahl in zweiter Klasse (deklassierte erste Klasse) |
| x      | DB ab 1978                                 | S-Bahn-Wagen mit mehr als zwei Einstiegstüren pro Seite (meistens drei Türen), Einsatz hauptsächlich im Ruhrgebiet |
| x      | DR ab 1992                                 | zweiteilige Doppelstockeinheit (Ersatz für das für die zentrale Energieversorgung benötigte z) |
| y      | ab 1957 (DB)                               | Eil- oder Personenzugwagen mit geschlossenen Übergängen und Mittelgang oder offenem Seitengang |
| y      | ab 1975 (DB)                               | Eil- oder Personenzugwagen mit Faltenbalgübergängen, Großraum und Mittelgang |
| y      | ab 1991                                    | Länge über 24,5 m, zwei Mitteleinstiege, Großraum mit Mittelgang in der zweiten Klasse, Mittel- oder Seitengang in der ersten Klasse, geeignet für Wendezugbetrieb (34 polige (u), 36 polige (uu), Zeitmultiplexe (z) Wendezugsteuerleitung)                |
| z      | DR 1970 bis 1992                           | zweiteilige Doppelstockeinheit |
| z      | DB ab 1962 DR ab 1992                      | Reisezugwagen mit zentraler Energieversorgung aus der Zugsammelschiene |

## Nebengattungszeichen für Güterwagen

### Beschreibung des Ladegewichts

#### Zwei- und dreiachsige Wagen
|    | in Verbindung mit Hauptgattungszeichen | Gültigkeitszeitraum | Bedeutung                                         |
| -- | -------------------------------------- | ------------------- | ------------------------------------------------- |
| m  | alle                                   | bis 1910            | mindestens 15 t Ladegewicht                       |
| m  | alle                                   | 1911 bis 1923       | mindestens 15 t aber weniger als 20 t Ladegewicht |
| mm | alle                                   | 1911 bis 1923       | mindestens 20 t Ladegewicht                       |
| m  | G, H, K, O, R, S, V, X                 | ab 1924             | mindestens (ab 1937 exakt) 20 t Ladegewicht       |
| m  | BT                                     | ab 1951 (DB)        | Lastgrenze 26,5 t                                 |
| mm | G, K, O, R, X                          | ab 1937             | mehr als 20 t Ladegewicht                         |
| mm | BT                                     | ab 1951 (DB)        | Lastgrenze mehr als 26,5 t                        |
| w  | alle                                   | bis 1923            | weniger als 10 t Ladegewicht                      |
| w  | G, H, O, S, T, V, X                    | ab 1924             | weniger als 15 t Ladegewicht und nicht kippfähig  |

#### Vier- und mehrachsige Wagen (einschließlich HH-Wagen)
|    | in Verbindung mit Hauptgattungszeichen | Gültigkeitszeitraum | Bedeutung                                                     |
| -- | -------------------------------------- | ------------------- | ------------------------------------------------------------- |
| m  | GG, HH, OO, SS                         | bis 1910            | mindestens 20 t Ladegewicht                                   |
| m  | GG, HH, OO, SS                         | 1911 bis 1923       | mindestens 30 t Ladegewicht                                   |
| m  | SS                                     | 1933 bis 1950       | mindestens 50 t Ladegewicht (entfällt bei SSt und SSy, s. u.) |
| m  | SS                                     | ab 1950 (DB)        | mindestens 35 t Ladegewicht (entfällt bei SSt und SSy, s. u.) |
| m  | RR, SS                                 | ab 1965 (DR)        | über 50 t Ladegewicht (ersetzt teilweise y, S. u.)            |
| mm | RR, SS                                 | ab 1965 (DR)        | über 80 t Ladegewicht (ersetzt teilweise ym, s. u.)           |
| w  | GG, HH, OO, SS                         | bis 1923            | weniger als 20 t Ladegewicht                                  |
| w  | GG, KK, OO                             | ab 1924             | weniger als 30 t Ladegewicht                                  |
| w  | SS                                     | ab 1924             | weniger als 35 t Ladegewicht                                  |

### Beschreibung der Ladelänge und Ladefläche
|   | in Verbindung mit Hauptgattungszeichen | Gültigkeitszeitraum | Bedeutung                                                 |
| - | -------------------------------------- | ------------------- | --------------------------------------------------------- |
| k | S                                      | ab 1924             | Ladelänge kürzer als 13 m                                 |
| k | SS                                     | ab 1924             | Ladelänge kürzer als 15 m                                 |
| l | alle außer SS                          | bis 1910            | mindestens 7 m Ladelänge und 17 m² Ladefläche             |
| l | alle außer R und SS                    | 1911 bis 1923       | mindestens 8 m Ladelänge                                  |
| l | SS                                     | bis 1923            | mehr als 12 m Ladelänge                                   |
| l | SS                                     | 1924 bis 1932       | mehr als 15 m Ladelänge (entfällt bei SSt und SSy, s. u.) |
| l | SS                                     | ab 1933             | mehr als 18 m Ladelänge (entfällt bei SSt und SSy, s. u.) |
| l | G                                      | 1924 bis 1937       | mindestens 24 m² Ladefläche                               |
| l | G                                      | ab 1937             | mindestens 26 m² Ladefläche                               |
| l | K                                      | ab 1960 (DB)        | mindestens 33 m² Ladefläche                               |
| l | O                                      | ab 1951             | mindestens 10 m Ladelänge                                 |
| l | X                                      | ab 1951 (DB)        | mindestens 8 m Ladelänge                                  |

### Beschreibung von Eigenschaften mit Bedeutung für die Zugbildung
|     | in Verbindung mit Hauptgattungszeichen | Gültigkeitszeitraum       | Bedeutung |
| --- | -------------------------------------- | ------------------------- | --- |
| b   | G, R, T BT                             | ab 1943 ab 1949           | Fährbootwagen für den deutsch-englischen Fährbootsverkehr (mit kleinerem Lichtraumprofil) |
| e   | alle                                   | ab 1924                   | mit elektrischer Heizleitung |
| ee  | alle                                   | ab 1933 (DR nur bis 1950) | mit elektrischer Heizleitung und elektrischer Heizung |
| f   | alle                                   | 1924 bis 1942             | Fährbootwagen für den deutsch-englischen Fährbootsverkehr (mit kleinerem Lichtraumprofil) |
| h   | alle außer ZM                          | ab 1924                   | mit Dampfheizleitung |
| hh  | G, GG, T                               | ab 1933                   | mit Dampfheizleitung und Dampfheizung |
| n   | G, V, VO                               | bis 1923                  | mit Luftbremse oder Luftleitung, Dampfleitung oder sonstigen Einrichtungen, dadurch die für Benutzung als Gepäckwagen oder in Personenzügen geeignet (einige bildeten ab 1911 die Hauptgattung N, s. o.) |
| q   | alle                                   | ab 1951 (DR)              | ohne durchgehende Zugvorrichtung (Null-Null-Wagen), Ladegewicht herabgesetzt |
| r   | alle                                   | ab 1924                   | Umsetzwagen für den Übergang auf russische Breitspur (entfällt bei SSy, s. u.) |
| s   | G, R, SSy, T                           | 1933 bis 1950             | geeignet für Züge bis 90 km/h („schnell“) |
| s   | GG, RR, TT                             | 1933 bis 1950             | geeignet für Züge bis 120 km/h |
| s   | G, R, SSy, T                           | ab 1951 (DR)              | geeignet für Züge bis 100 km/h |
| s   | GG, TT                                 | ab 1951 (DR)              | geeignet für Züge bis 120 km/h |
| s   | alle                                   | ab 1951 (DB)              | geeignet für Züge bis 100 km/h |
| u   | X                                      | bis 1914                  | ungeeignet für Züge des öffentlichen Verkehrs |
| [u] | O, HH, S/SS, X                         | bis 1921                  | ungeeignet zum Verladen von Militärfahrzeugen |
| u   | alle                                   | 1939 bis 1948             | ungeeignet für Militärtransporte |

### Beschreibung spezifischer Eigenschaften einzelner Wagentypen

#### Gedeckte Wagen (Gattungen G/GG, N)
|       | Gültigkeitszeitraum       | Bedeutung                                                                 |
| ----- | ------------------------- | ------------------------------------------------------------------------- |
| f     | bis 1923                  | mit Ständen für Luxuspferde                                               |
| g     | ab 1951 (DB)              | mit Bodenklappen zur Schüttgutentleerung                                  |
| i     | 1911 bis 1927 (?)         | mit Endbühnen, zur Personenbeförderung geeignet                           |
| k     | 1924 bis 1943             | mit Kühleinrichtung (einige bildeten ab 1943 die Hauptgattung T, s. o.)   |
| k     | ab 1951 (DR)              | Kühlwagen älterer Bauart                                                  |
| kü    | ab 1957 (DR)              | mit Rauchabzug, als Küchenwagen verwendbar                                |
| ll    | ab 1933                   | zwei zur Leig-Einheit kurzgekuppelte Wagen                                |
| p     | ab 1924 (DB nur bis 1950) | dreiachsig, Eigengewicht 16 t                                             |
| t     | ab 1924                   | mit Stirnwandtüren                                                        |
| trieb | ab 1933 bis 1960          | Gütertriebwagen (verblieben nach dem Krieg alle bei der DB)               |
| u     | ab 1948 (DB)              | ungeeignet zur Personenbeförderung                                        |
| v     | 1924 bis 1932             | mit Stirnwandtüren und besonderer Lüftungseinrichtung zur Viehbeförderung |
| v     | ab 1933                   | Stallungswagen mit Begleiterabteil                                        |
| x     | ab 1951 (DR)              | mit festen Vorsatzwänden, zur Getreidebeförderung                         |

#### Drehschemelwagen (Gattung H/HH)
|   | in Verbindung mit Hauptgattungszeichen | Gültigkeitszeitraum       | Bedeutung                          |
| - | -------------------------------------- | ------------------------- | ---------------------------------- |
| o | H                                      | ab 1924 (DR nur bis 1950) | ohne Rungen, nur paarig verwendbar |
| s | H/HH                                   | bis 1950                  | mit Kuppelstangen                  |
| z | HH                                     | bis 1923                  | mit Zinken auf den Wendeschemeln   |

#### Offene Wagen (Gattungen K/KK, O/OO, VO, X/XX)
|   | in Verbindung mit Hauptgattungszeichen | Gültigkeitszeitraum       | Bedeutung |
| - | -------------------------------------- | ------------------------- | --- |
| c | O                                      | bis 1910                  | „Cocswagen“: mit erhöhten Wänden, um eine dem Ladegewicht entsprechende Menge Steinkohlenkoks verladen zu können                                            |
| c | O                                      | ab 1911                   | höchstens 15 t Ladegewicht, Holzwände von mindestens 1,30 m aber weniger als 1,90 m Höhe                                                                    |
| f | O/OO                                   | ab 1951                   | mit dreh- und klappbaren Kopfklappen (zur Fahrzeugbeförderung)                                                                                              |
| g | O                                      | 1924 bis 1950             | mit hohen, festen Gatterwänden |
| g | K                                      | ab 1957 (DB)              | mit Schiebewänden ( Schiebedach-Schiebewand-Wagen) |
| i | O/OO                                   | ab 1951 (DB)              | Muldenkippwagen |
| k | O/OO                                   | bis 1923                  | mit Kopfwänden, die um einen oberen Zapfen drehbar sind und ein Abstürzen der Ladung auf Kippvorrichtungen gestatten                                        |
| k | O                                      | ab 1933                   | Kübelwagen (zwei oder drei abnehmbare Kübel, 25 t Ladegewicht)                                                                                              |
| k | OO                                     | ab 1951 (DB)              | Kübelwagen (vier oder fünf abnehmbare Kübel) |
| k | OO                                     | ab 1951 (DR)              | Trägerwagen für Großbehälter |
| k | K                                      | ab 1951 (DB)              | kranbar (Schiebedach, mit Kran be- und entladbar) |
| n | O/OO                                   | ab 1951 (DR)              | niedrige Bordwände, 40–80 cm hoch |
| n | OO/KK                                  | bis 1927 (DR)             | Güterwagen mit Luftbremse oder Luftleitung |
| o | X/XX                                   | ab 1914 (DR nur bis 1950) | mit Wänden von mehr als 40 cm Höhe |
| p | O/OO                                   | ab 1924                   | nicht kippfähig, mindestens 15 t Ladegewicht, Wände bis 1,90 m Höhe                                                                                         |
| q | O/OO                                   | bis 1923                  | mit aushebbaren Kopfwänden |
| t | K/KK, O/OO, X/XX                       | nicht begrenzt            | mit Trichtern, Bodenklappen, geneigten Bodenflächen oder Seitenklappen zur Selbstentladung, nicht kippfähig, X-Wagen zusätzlich mit abnehmbaren Stirnwänden |
| u | ab 1948 (DB)                           | nicht abbordbar           | |
| v | O                                      | ab 1924                   | mit Holzwänden von mehr als 190 cm Höhe, ohne Kippeinrichtung (ex. Hauptgattung VO, s. o.)                                                                  |
| y | X                                      | 1914 bis 1923             | mit besonderen Einrichtungen zur Schnellentladung, Aufbordung usw.                                                                                          |
| z | O, VO                                  | bis 1923                  | besonders abgedichtet, dadurch für Torfstreusendungen o. ä. geeignet                                                                                        |
| z | O/OO                                   | ab 1933                   | zur Erzbeförderung geeignet (besondere Abdichtung) |

#### Flachwagen (Gattungen R/RR, S/SS)
|       | in Verbindung mit Hauptgattungszeichen | Gültigkeitszeitraum       | Bedeutung |
| ----- | -------------------------------------- | ------------------------- | --- |
| a     | SS                                     | ab 1933                   | offener Bremserstand, Bühnengeländer umklappbar (entfällt bei SSy)                                                                                                   |
| o     | R                                      | ab 1933                   | ohne Rungen |
| Ru    | Ol, Sl                                 | 1911 bis 1913             | mindestens 10 m Länge und mit Rungen (bildeten ab 1914 die Hauptgattung R, s. o.)                                                                                    |
| t     | S/SS                                   | ab 1924                   | Tiefladewagen |
| y     | SS                                     | ab 1942                   | Schwerlastwagen mit 50 t Ladegewicht; Ladelänge 8,8 m (bei abgesenktem Bühnengeländer 9,5 m), offener Bremserstand, Umsetzwagen für Breitspur                        |
| ym    | SS                                     | ab 1942                   | Schwerlastwagen mit >50 t (DB ab 1951: >80 t) Ladegewicht; Ladelänge 11,2 m (bei abgesenktem Bühnengeländer 11,9 m), offener Bremserstand, Umsetzwagen für Breitspur |
| ym    | RR                                     | ab 1951 (DR)              | RRym-Wagen: Ladegewicht >80 t, Ladelänge 14,36 m, klappbare Bordwände, offener Bremserstand, Bühnengeländer absenkbar                                                |
| yl ly | SS                                     | ab 1951 (DB) ab 1964 (DR) | Ladegewicht >50 t, Ladelänge >11,9 m |

Anmerkungen:
- Bei allen Bezeichnungen mit y entfallen die Nebengattungszeichen a, l, m, r und s.
- Bei den Güterwagen der Deutschen Reichsbahn wurden ab 1965 die Bezeichnungen mit y nicht mehr und stattdessen die entsprechenden anderen Nebengattungszeichen – a, l, m (>50 t) / mm (>80 t) und s – verwendet. Ob die Umzeichnung konsequent erfolgte, ist nicht bekannt. Teilweise waren auch beide Versionen parallel angeschrieben.

#### Kühlwagen (Gattung T/TT)
|    | Gültigkeitszeitraum | Bedeutung                               |
| -- | ------------------- | --------------------------------------- |
| f  | ab 1943             | nur für Seefische                       |
| g  | ab 1943             | nur für Gefriergut                      |
| gg | ab 1943             | nur für Gefriergut und Trockeneis       |
| k  | ab 1943 (DR)        | Kühlmaschinenwagen                      |
| k  | ab 1951 (DB)        | kein Isolierwert                        |
| kk | ab 1951 (DB)        | isolierter Milchkannenbeförderungswagen |
| n  | ab 1943             | nicht geeignet für Gefriergut           |
| o  | ab 1943             | ohne Fleischhaken                       |
| v  | ab 1943             | mit elektrischen Ventilatoren           |

#### Verschlagwagen (Gattung V)
|   | Gültigkeitszeitraum | Bedeutung                                                                              |
| - | ------------------- | -------------------------------------------------------------------------------------- |
| e | bis 1910            | mit Etagen                                                                             |
| e | 1911 bis 1921       | mit Lattenwänden und zwei Böden                                                        |
| g | 1911 bis 1932       | mit Zwischenböden zur Gänsebeförderung (bis 1921 immer in Kombination mit e verwendet) |
| g | ab 1933             | mit vier Böden                                                                         |
| p | ab 1922             | ohne Einrichtung zur Veränderung der Ladefläche                                        |
| z | bis 1921            | mit Einrichtung zur Veränderung der Ladefläche                                         |

#### Kesselwagen (Gattungen ZM, Z/ZZ)
|   | in Verbindung mit Hauptgattungszeichen | Gültigkeitszeitraum | Bedeutung                                       |
| - | -------------------------------------- | ------------------- | ----------------------------------------------- |
| d | Z/ZZ                                   | ab 1951 (DR)        | mit Heizschlange oder Heizwanne                 |
| h | ZM                                     | 1945 bis 1950 (DR)  | mit Heizschlangen                               |
| i | ZM, Z/ZZ                               | ab 1945 (DR)        | mit Isolierung                                  |
| s | ZM                                     | 1945 bis 1950 (DR)  | zur Beförderung schwarzer Mineralöle            |
| w | ZM, Z/ZZ                               | ab 1945 (DR)        | zur Beförderung weißer Mineralöle (Kraftstoffe) |
| w | Z/ZZ                                   | ab 1965 (DR)        | nur für Kraftstoffe                             |